# Trofeu Jaumendreu
El Trofeu Jaumendreu era una clàssica ciclista que se celebrava anualment a Catalunya. Es va disputar entre 1945 i 1969, amb el parèntesi de l'any 1958. Va ser creat per l'Agrupació Ciclista Montjuïc en record del president de la Federació Catalana de Ciclisme, Santiago Jaumendreu.
El 1963 fou una de les curses que serví per crear la Setmana Catalana. Els vencedors de les edicions de 1963 a 1969 també ho foren d'una etapa d'aquesta nova cursa.
Els ciclistes que han inscrit més cops el seu nom en el palmarès han estat Francesc Massip i Miquel Poblet, amb dues victòries.

## Llista de guanyadors
| Any               | Vencedor                    | Segon                      | Tercer                      |
| ----------------- | --------------------------- | -------------------------- | --------------------------- |
| 1945              | Miquel Poblet               | Antonio Martín Eguía       | Francesc Massip             |
| 1946              | Bernardo Ruiz               | Antoni Gelabert            | Miquel Gual                 |
| 1947              | Miquel Poblet               | Bernardo Ruiz              | Bernat Capó                 |
| 1948              | Francesc Masip Llop         | Miquel Poblet              | Vicente Torrellas           |
| 1949              | Antoni Gelabert Amengual    | Bernat Capó                | Artur Dorsé                 |
| 1950              | Francesc Masip Llop         | Joaquim Filba              | Sergio Celebrowski          |
| 1951              | Mariano Corrales            | Juan Crespo                | Miguel Chacón               |
| 1952              | Francisco Tarragona         | Angel Paris                | Santiago Mostajo Gutiérrez  |
| 1953              | Josep Segú Soriano          | Federico Martín Bahamontes | Jaime Calucho               |
| 1954              | Anicet Utset                | Josep Segú Soriano         | Santiago Mostajo Gutiérrez  |
| 1955              | Salvador Botella            | Santiago Mostajo Gutiérrez | Alfred Esmatges             |
| 1956              | Miquel Bover Pons           | Salvador Botella           | Gabriel Company Bauzà       |
| 1957              | Antonio Ferraz              | Miquel Bover Pons          | Jesús Galdeano Portillo     |
| 1958. No disputat |                             |                            |                             |
| 1959              | Juan Campillo García        | Fernando Mitjà             | José Carlos Sánchez         |
| 1960              | Antonio Bertrán Panadés     | José Pérez Francés         | Joan Escolà                 |
| 1961              | José Martín Quesada Nortes  | Antonio Gómez del Moral    | Juan Belmonte               |
| 1962              | Salvador Rosa Gómez         | Luis Mayoral               | Ángel Ibáñez La Hoz         |
| 1963              | Fernando Manzaneque Sánchez | Antonio Suárez Vázquez     | José Pérez Francés          |
| 1964              | Joseph Novales              | Gabriel Mas Arbona         | Manuel Martín Piñera        |
| 1965              | Gregorio San Miguel Angulo  | Luis Otaño Arcelus         | Juan José Sagarduy Ayastruy |
| 1966              | Antonio Gómez del Moral     | José Antonio Momeñe Campo  | José Manuel López Rodríguez |
| 1967              | José Pérez Francés          | Domingo Perurena Telletxea | Jaume Alomar Florit         |
| 1968              | Paul Lemeteyer              | Serge Bolley               | José Ramón Goyeneche Bilbao |
| 1969              | Dino Zandegu                | Guido Reybrouck            | Georges van den Berghe      |

(en color: forma part de la Setmana Catalana)